# Frédéric Passy
Frédéric Passy (Parijs, 20 mei 1822 - Neuilly-sur-Seine, 12 juni 1912) was een Frans parlementariër, humanist en econoom. Als "apostel van de vrede" werd hem in 1901 samen met Henri Dunant de eerste Nobelprijs voor de Vrede toegekend. Samen met William Randal Cremer richtte Passy in 1889 de Interparlementaire Unie op.

## Beroep
Na zijn studie rechtswetenschap werd Passy op 22-jarige leeftijd ambtenaar. Na bijna drie jaar verliet hij de ambtenarij weer en keerde hij terug naar de universiteit, alwaar hij economie en journalistiek studeerde. Hierna kon hij aan de slag als docent aan de Universiteit van Montpellier, alwaar hij in 1860 en 1861 het boek Leçons d’économie politique schreef. In 1877 werd Passy als lid toegelaten aan de Académie des sciences morales et politiques, een afdeling van de Académie française.

## Politiek
Passy was een man van daden, op 21 mei 1867 stichtte hij de Ligue internationale et permanente de la paix, welke later werd hernoemd tot Société française pour l'arbitrage entre nations. Hij wilde met deze vredesliga druk uitoefenen op de Franse regering, zodat deze het conflict met Pruisen zonder bloedvergieten zou oplossen. Dit mocht echter niet baten: de Frans-Pruisische oorlog duurde van 1870 tot 1871.
Dit voorbeeld maakte hem populair, en in 1881 werd hij gekozen voor het Franse parlement, waar hij tot 1889 zitting zou nemen. Als parlementariër zette hij zich in voor de verbetering van de werkomstandigheden van industriearbeiders. Hij vocht tegen het kolonialisme en ijverde voor de oprichting van een internationaal arbitrage-instituut.

## Apostel van de vrede
In 1888 ontmoetten 9 Britse en 24 Franse parlementariërs elkaar onder de leiding van Frédéric Passy en William Randal Cremer om een interparlementaire organisatie op te zetten die als doel zou hebben om de vrede te bevorderen en conflicten op vreedzame wijze af te handelen.
Passy's inspanningen voor het oprichten en leiden van de „Société française pour l'arbitrage entre nations“ werden op 10 december 1901 beloond met de eerste Nobelprijs voor de vrede.
Frédéric Passy heeft zich zijn halve leven ingezet voor de vrede, en werd wereldberoemd als "apostel van de vrede". Passy schreef tot op hoge leeftijd, en werd hiervoor wereldwijd erkend. In 1909 schreef hij op 87-jarige leeftijd zijn levenswerk Pour la paix.